# Франк, Герц Вульфович
Герц (Герцель) Ву́льфович Франк (латыш. Hercs Franks; 17 января 1926, Лудза — 3 марта 2013, Иерусалим) — советский, латвийский и израильский кинодокументалист.  Заслуженный деятель искусств Латвийской ССР (1975).

## Биография
Герцель Франк родился в Лудзе, младшим ребёнком в семье фотографа, владельца фотоателье и декоратора люцинской еврейской художественной студии Вульфа Франка. Разговорным языком в семье был идиш; учился в религиозной еврейской школе, где изучал иврит, затем в латышской гимназии. Во время эвакуации 2—3 июля 1941 года отстал от отца и эвакуировался самостоятельно; воссоединился с отцом и бабушкой только в декабре следующего года в Ревде, где окончил среднюю школу. В 1947 году окончил Камышловское военно-пехотное училище Уральского военного округа, затем Свердловский филиал Всесоюзного заочного юридического института. Служил офицером Советской Армии (Забайкальский военный округ). Член КПСС с 1956 года.
Был журналистом и фотографом во Владимире (1952—1954) и Риге (с 1954 года, газеты «Padomju Jaunatne» и «Rigas Balss»). С 1959 года работал на Рижской киностудии (сценарист и режиссёр). С 1993 года жил в Израиле и Латвии. В 2002 году основал собственную кинокомпанию Studio EFEF. Преподавал в киношколах России (ВКСР)
, Германии и Израиля.
Скончался в ночь на 3 марта 2013 года в Иерусалиме.

## Творчество
Снял более 30 документальных фильмов. Фильм Г. Франка и Ю. Подниекса «Старше на 10 минут» вдохновил Вима Вендерса на его кинопроект «На десять минут старше».
Известен не только как режиссёр кино и преподаватель, но и как автор книг «Карта Птолемея. Записки кинодокументалиста» (1975), «Оглянись у порога. Публикации разных лет» (2009) и около 160 статей, посвящённых искусству документального кино.
Последней работой мастера стал фильм «Вечная репетиция», рассказывающий о буднях израильского театра «Гешер» (приз фестиваля документального кино во Флоренции, 2008).
Уже после смерти режиссёра, в 2014 году состоялась премьера полнометражного документального фильма «На пороге страха», созданного Франком в соавторстве с Марией Кравченко. Фильм, который снимался на протяжении десяти лет, посвящён истории любви Игаля Амира, отбывающего пожизненное заключение за убийство премьер-министра Израиля Ицхака Рабина, и Ларисы Трембовлер, учёного-историка, репатриантки из СССР, матери четверых детей.

## Признание
- Лауреат государственной премии Латвийской ССР (1967).
- Заслуженный деятель искусств Латвийской ССР (1975)[7].
- Орден «Знак Почёта» (1986).
- Его фильмы не раз получали премии на кинофестивалях Европы и мира.
- В 2006 году был избран председателем жюри XVI МКФ «Послание к Человеку», в 2010 году — председателем жюри VII МКФ «Саратовские страдания».
- Командор ордена Трёх звёзд (2011).
- Почётная грамота Кабинета Министров Латвии (2011)[14].

## Избранная фильмография
- 1961 — Белые колокольчики
- 1963 — Завещание
- 1968 — Без легенд (в соавторстве с А. Сажиным)
- 1969 — Четвёртый председатель
- 1971 — Твой день зарплаты
- 1972 — След души
- 1973 — От Кентавра (в соавторстве с А. Эпнерсом)
- 1974 — Радость бытия
- 1975 — Диагноз
- 1975 — Запретная зона
- 1978 — Старше на 10 минут (в соавторстве с Ю. Подниексом)
- 1979 — Пробуждение
- 1980 — Последние праздники Эдгара Каулиня
- 1983 — Чужая боль
- 1985 — До опасной черты
- 1987 — Высший суд (оператор А. Селецкис, фотограф В. Михайловский)
- 1989 — Жили-были «Семь Симеонов» (в соавторстве с В. Эйснером)
- 1989 — Песнь песней
- 1990 — Молитва (в соавторстве с В. Эйснером)
- 1992 — Еврейская улица (почётные дипломы МКФ в Иерусалиме и Борнхольме, 1993[4])
- 1997 — Человек Стены Плача — документальная мистерия (Израиль)
- 2002 — Флэшбэк. Оглянись у порога (Израиль—Латвия; кинопремия Ника[15])
- 2008 — Вечная репетиция (Израиль—Латвия), приз "Festival Dei Popoli" (Флоренция) за лучшую режиссуру[12]
- 2014 — На пороге страха (в соавторстве с Марией Кравченко)